# Flavio Optato
Flavio Optato (fallecido en 337) fue un senador romano, nombrado cónsul por el emperador Constantino I en 334.

## Biografía
Optato fue originalmente un retórico (o según Libanio, un «profesor de letras»). Fue el tutor de Licinio el Joven, el hijo del emperador Licinio. Quizás estaba emparentado con Helena, la madre de Constantino.
Optato fue uno de los primeros en recibir el título restaurado de patricio del emperador Constantino I, ya sea como señal de su cambio de estatus en la corte o debido a sus vínculos con la familia imperial. Condujo su carrera hábilmente dentro de la corte y finalmente fue nombrado cónsul junto a Amnius Anicius Paulinus en 334.
Optato murió en el año 337 en la purga que sufrió la corte y la familia imperial auspiciada por los hijos de Constantino tras la muerte de éste.